# Учкурганский район
Учкурганский район (тума́н; узб. Uchqoʻrgʻon tumani / Учкўрғон тумани) — район в Наманганской области Узбекистана. Административный центр — город Учкурган. Район расположен на востоке области и был основан 28 июля 1935 года. В 1940 году был в составе Ферганской области, с 6 марта 1941 года был в составе Наманганской области, 1960-1967 годах в Андижанской области, а с 1968 года считается районом в составе Наманганской области. 1962-1973 годах район был объединен с Нарынским районом. Район граничит с юга Нарынским районом, с запада Уйчинским районом, с юго-востока с Избосканским районом Андижанской области, с севера и востока - с Аксыйским и Ноокенским районами Джалал-Абадской области Киргизии. Длина границы составляет 42,5 км. Район находится в равнинной местности высотой 500 метров над уровнем моря. С севера на юг района протекает река Нарын со средней глубиной 15 метров, ширина речной долины составляет в среднем 500 метров. Для ирригации района используется также Большой Ферганский канал, канал Октябрь, Большой Андижанский канал, канал Хакулабад, Дамарик, Ингичка, Чар Кирчок и канал Бирлашган. Район расположен в климатической зоне умеренный континентальный и сухой субтропический климат (на их границе). В районе почти нет полезных ископаемых. Из строительных материалов в районе есть гравий и песок. Есть источники минеральной (йодированной) воды.

## История
Учкурганский район был образован в 1930-е годы. В 1938 году вошёл в состав Ферганской области. В 1941 году отошёл к Наманганской области. В 1960 году передан в Андижанскую область. В 1967 году возвращён в состав Наманганской области.
В 1974 году был создан Учкурганский городской Хокимият, но затем во исполнение приказа Кабинет Министров Республики Узбекистан от 30 сентября 1997 года городской хокимият закончил свою деятельность

## Административно-территориальное деление
Общая площадь составляет 296 кв. км, население составляет 141,7 тыс. человек из них городское население 36,5 тыс. человек, в сельской местности 105,2 тыс. человек. Состоянию на 31 августа 2022 года в состав района входят:
- город Учкурган.
- 64 махаллинский сход граждан (уз.махалла фукаролар йигини):

1. Ёғду МФЙ (Н.Ўктамов)
2. Атлас
3. Қўғай
4. Учёгоч
5. Янгиабад
6. Исломобод
7. Урдабог
8. Маданият
9. Фаргона
10. Улугбек
11. Катта мугол
12. Янгиер
13. Яшик и др.